# Ach was!?
Ach was!? ist ein Musikalbum von Ulrich Gumpert, Radu Malfatti und Tony Oxley. Die am 28. März 1981 im Veranstaltungsort Flöz, Berlin-Wilmersdorf (Nassauische Str. 37) entstandenen Aufnahmen erschienen 1981 auf Free Music Production. 2011 wurden die Aufnahmen von FMP als Download wiederveröffentlicht.

## Hintergrund
In den 1970er-Jahren war der Schlagzeuger Tony Oxley regelmäßiger Dozent im Jazzkurs der Barry Summer School in Südwales, und 1976 unterrichtete er Improvisation als Artist in Residence am Sydney Conservatorium of Music in Australien. Doch der Mittelpunkt seiner musikalischen Welt verlagerte sich schließlich nach Kontinentaleuropa und insbesondere nach Deutschland, das er zu seiner Heimat gemacht hatte.
Seit 1980 trat er in dem gelegentlich zusammenkommenden Trio GMO mit dem ostdeutschen Pianisten Ulrich Gumpert und dem österreichischen Posaunisten Radu Malfatti (der zwischen 1981 und 1983 in Ostberlin lebte) auf. „Durch das Zusammentreffen dreier unterschiedlich geprägter musikalischer Mentalitäten, deren gemeinsamer Bezugspunkt nicht vorgegeben ist, sondern in improvisatorischer Praxis ständig neu umkreist wird“ (so Bert Noglik) wurde dieses Trio für interessant befunden. In Westberlin entstand im März 1981 bei einem Live-Auftritt dessen Album Ach was!? Weitere Aufnahmen erfolgten drei Monate später bei einem Konzert von GMO, das die Jazzwerkstatt Peitz organisierte.

## Titelliste
- Gumpert/Malfatti/Oxley: Ach was!? (FMP 0870)[4]

1. Luft gebacken 11:20
2. Ach was!? 10:14
3. Kookin’ at Charly’s 20:12

Die Kompositionen stammen von Gumpert/Malfatti/Oxley.

## Rezeption

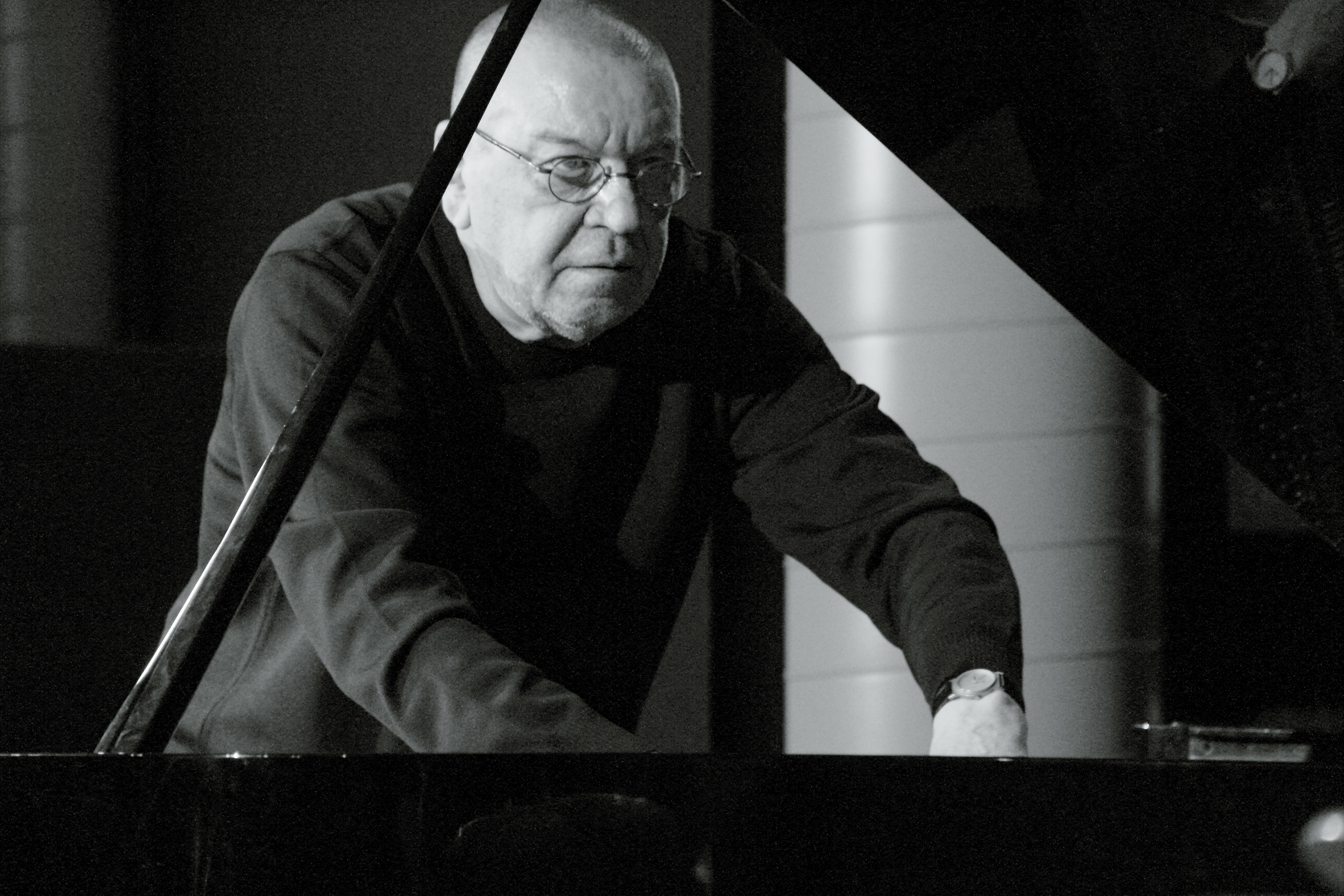
Ulrich Gumpert (2018)

Auf dem Album Ach was!? gestalteten die beteiligten Musiker Bert Noglik zufolge einen gemeinsamen „Kommunikationsprozess, in dem – wie in einer Diskussion – das Ergebnis von der Bewegkraft der zueinander in Bezug gesetzten Argumente abhängt. Neben Passagen, in denen Cluster und Ballungen dominieren, gibt es Stellen, deren Reiz im Zusammentreffen von Gegensätzlichem besteht – so etwa, wenn Oxley Klang- und Geräuschflächen schafft, Malfatti vor sich hinknispelt und Gumpert anhebt, Klavier zu spielen, als wär’s ein Stück von Monk.“ Da könne man an die zweifellos anders gelagerten, aber ähnlich produktiv–verunsichernden Konstellationen im ehemaligen Trio von Peter Brötzmann und Han Bennink mit Fred Van Hove denken. Letztlich könne hier beides interessant sein: „Der Widerspruch und das auf Gemeinsamkeit basierende Klangexperiment. Von beiden gibt diese Platte auch einen lebhaften Eindruck. Erstaunen, Erfreuen oder Entsetzen liegt beim Hörer. Mir hat’s Spaß gemacht.“
Die Brillanz dieses Albums liege in der Art und Weise, wie es von auf elektronischem Sound orientierten, fast „klassischen“ Sondierungen zu durch und durch hartem freiem Spiel übergehe und dabei stets eine gleichbleibende Qualität beibehalte, hieß es im Cadence Magazine. So folge der Hörer mit „Luft Gebacken“ und dem Titelstück mit Tony Oxley einem der Pioniere der Live-Elektronik, der das Fundament lege, während Gumpert und Malfatti für einnehmende, raumgreifende Erkundungen sorgten. Auf Seite zwei, „Kookin’ at Charly’s“, geselle sich ein elektronisches Schlagzeug zum Klavier und zur Posaune und sorge für ein fragmentiertes Zusammenspiel und eine lustige „Kick-Ass-Cook“-Musik. Es sei respektvolle, sensible und gefühlvolle Musik.
Ulrich Gumpert habe im Trio „GMU“ mit dem Posaunisten Radu Malfatti und dem Schlagzeuger Tony Oxley „der energiegeladenen Hingabe an den kollektiven Spielprozess gehuldigt“, hieß es in der Jazzzeitung.
Auch wenn sich auf dieser LP der Schlagzeuger/Elektronik-Musiker Tony Oxley am experimentelleren Ende seiner Kräfte befindet (d. h. er spielt nicht in einer Straight-ahead-Jazz- oder Out-Jazz-Combo), würden beide Seiten eine Wärme und Zartheit zeigen, die diese Platte für diejenigen, die [dieser Art von Musik] sonst eher misstrauisch gegenüberstünden, ansprechend für frei improvisierte Musik machen könnte, obwohl es in der zweiten Hälfte von Seite 2 noch etwas wilder zugehe, meinte William Berger (WFMU).